# Potamorhina
Potamorhina és un gènere de peixos de la família dels curimàtids i de l'ordre dels caraciformes.

## Taxonomia
- Potamorhina altamazonica (Cope, 1878)[2]
- Potamorhina laticeps (Valenciennes, 1850)[3]
- Potamorhina latior (Spix & Agassiz, 1829)[4]
- Potamorhina pristigaster (Steindachner, 1876)[5]
- Potamorhina squamoralevis (Braga & Azpelicueta, 1983)[6][7][8][9][10][11][12][13]